# Jaekelopterus
Jaekelopterus („křídlo Otto von Jaekela“) byl rod obřích prvohorních členovců patřících mezi klepítkatce. Přezdívá se jim „mořští štíři“, ale fakticky patří do jiné vývojové skupiny klepítkatců. Tito vodní predátoři žili v období devonu (asi před 390 miliony let) a při délce až přes 2,5 metru představují jedny z největších známých členovců vůbec.

## Druhy

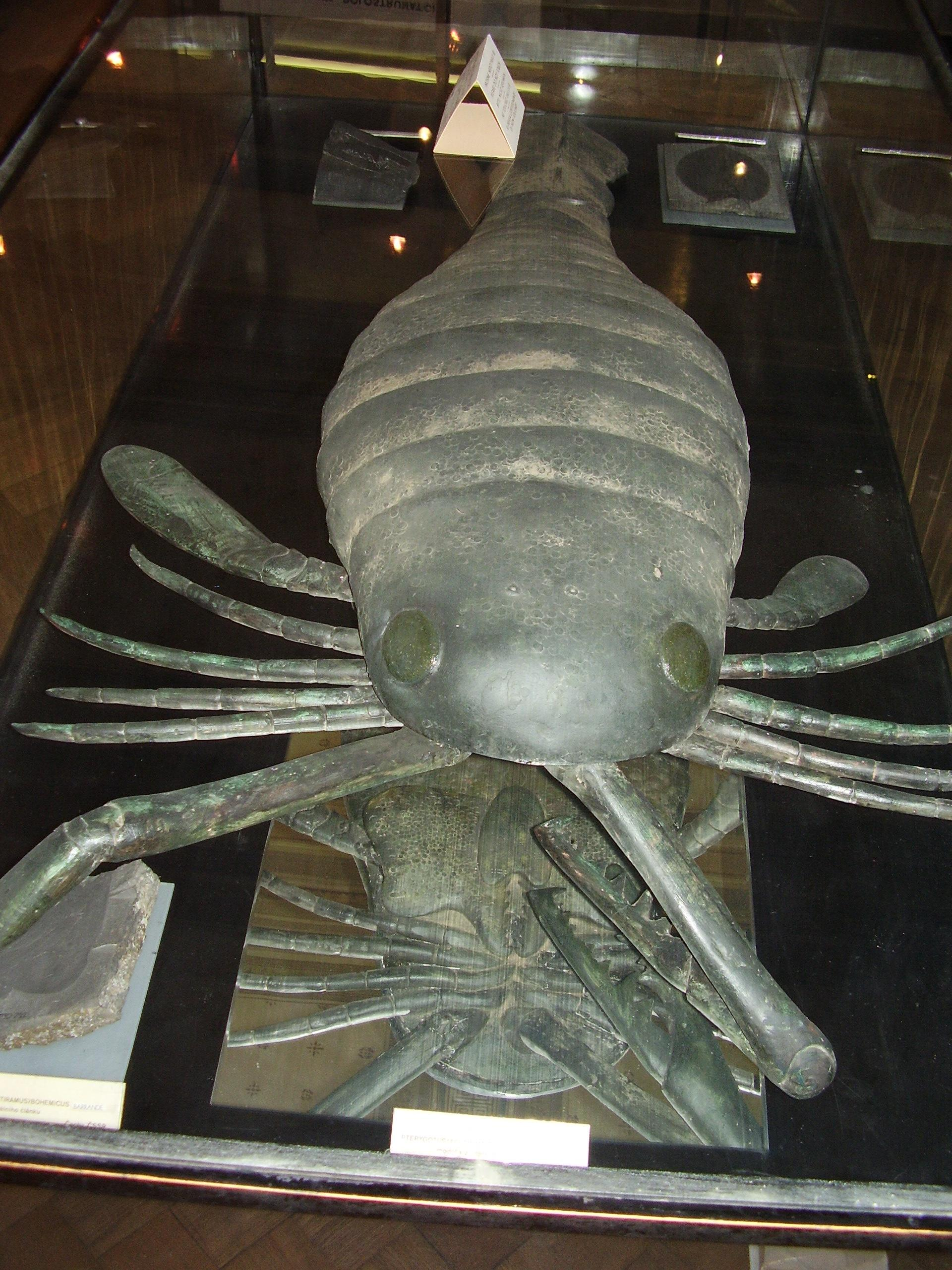
Model obřího eurypterida v expozici Národního muzea v Praze (2007).

V současnosti rozeznáváme dva druhy tohoto rodu – J. rhenaniae z Německa a J. howelli z amerického Wyomingu. Vzhledem k tomuto velkému geografickému rozptylu můžeme předpokládat, že šlo o velmi rozšířenou skupinu živočichů. Německý druh byl popsán již roku 1914 paleontologem Otto von Jaekelem jako „Pterygotus rhenaniae“, rodové jméno pak změnil na jeho počest o padesát let později Waterson.

## Velikost
Na základě objevu obřího klepeta o délce 46 cm byla odhadnuta délka jednoho německého exempláře asi na 233 až 259 centimetrů, se střední hodnotou 246 cm. I s nataženými chelicerami byl tento klepítkatec ještě asi o metr delší, dosahoval tedy délky kolem 3,5 metru. Jednalo se tedy s předstihem o největšího známého členovce v dějinách života na Zemi.